# Comté d'Osage (Kansas)
Pour les articles homonymes, voir Comté d'Osage.
Le comté d’Osage est l’un des 105 comtés de l’État du Kansas, aux États-Unis.
Siège : Lyndon. Plus grande ville : Osage City.

## Géolocalisation
| Comté de Wabaunsee | Comté de Shawnee | Comté de Douglas  |
|                    | Comté d'Osage    | Comté de Franklin |
| Comté de Lyon      | Comté de Coffey  |                   |